# Вольмерсдорф
Вольмерсдорф (нім. Wolmersdorf) — громада в Німеччині, розташована в землі Шлезвіг-Гольштейн. Входить до складу району Дітмаршен. Складова частина об'єднання громад Міттельдітмаршен.
Площа — 6,1 км2. Населення становить 320 ос. (станом на 31 грудня 2020).